# Манати (Порторико)
Манати (шп. Manatí) је општина у америчкој острвској територији Порторико, острвској држави Кариба.

## Демографија
По попису из 2010. године број становника је 44.113, што је 1.296 (-2,9%) становника мање него 2000. године.
| Група             | 2000.          | 2010.          |
| Белци             | 190 (0,4%)     | 270 (0,6%)     |
| Афроамериканци    | 2.183 (4,8%)   | 3.819 (8,7%)   |
| Азијати           | 25 (0,1%)      | 42 (0,1%)      |
| Хиспаноамериканци | 45.166 (99,5%) | 43.779 (99,2%) |
| Укупно            | 45.409         | 44.113         |